# 리터럴
컴퓨터 과학 분야에서 리터럴(literal)이란 '변수에 넣는(대입하는) 변하지 않는 데이터'이자 '그 자체로 값을 의미하는 것'이며, 소스 코드의 특정한 값을 직접 나타내는 표기법이다. 거의 모든 프로그래밍 언어는 정수, 부동소수점 숫자, 문자열, 불리언 자료형과 같은 기본적인 값에 대한 표기법이 있다. 어떤 언어는 열거 타입이나, 배열, 자료형, 객체에 대한 표기법도 있다.
리터럴과 대조적으로, 고정된 값을 가질 수 있는 변수나 변경되지 않는 상수가 있다.
다음의 예제와 같이, 리터럴은 변수 초기화에 종종 사용된다.
```
int
 
i
 
=
 
1
;

String
 
s
 
=
 
"봄싹"
;

```

일부 ECMAScript와 같은 객체 지향 언어들 중에는, 리터럴로 객체를 표현할 수 있다. 함수 리터럴 방식을 이용한 객체 리터럴에서는 이 객체의 메소드도 리터럴이 될 수 있다. 배열 리터럴을 표현하기 위해서도 쓰이는 아래의 예제는, 객체 리터럴을 표현하는 가장 흔한 방법 중 하나이다.
```
{
"cat"
,
"dog"
}

{
name
:
"cat"
,
length
:
57
}

```

## 자바스크립트
자바스크립트는 리터럴 표기법을 이용해, 필요한 요소들을 열거하는 것만으로 객체를 만들 수 있다. 이러한 표기법은 JSON에도 영감을 주었다.
```
var
 
empty_object
 
=
 
{}
 
//빈 객체

var
 
stooge
 
=
 
{

    
first_name
 
:
 
"Jerome"
,

    
last_name
 
:
 
"Howard"

}

```

## 같이 보기
- 히어 도큐먼트